# آيت بن احسين (تيمحضيت)
آيت بن احسين هي إحدى مشيخات المملكة المغربية، تتبع جغرافيا لإقليم إفران وإداريًا لتيمحضيت. يقدر عدد سكانها بـ 1485 نسمة حسب الإحصاء الرسمي للسكان والسكنى لسنة 2004.